# Jan Versleijen
Jan Versleijen (sinh ngày 29 tháng 12 năm 1955) là một huấn luyện viên và cựu cầu thủ bóng đá người Hà Lan.

## Sự nghiệp Huấn luyện viên
Jan Versleijen đã dẫn dắt Go Ahead Eagles, De Graafschap, Dordrecht '90, VVV-Venlo và JEF United Ichihara.